# Friedrich von Gerok
Friedrich von Gerok (Weilheim in Oberbayern, 19 novembre 1786 – Stoccarda, 2 luglio 1865) è stato un teologo tedesco.
Dopo gli studi Gerok iniziò la sua carriera professionale nel 1806, e dal 1809 al 1811 fu bibliotecario a Tubinga. Dal 1811 al 1814 fu assistente del professore di letteratura classica all'Università di Tubinga. Nel 1813 e nel 1814 fu diacono a Vaihingen an der Enz e nel 1815 alla Collegiata di Stoccarda. Nel 1836 fu diacono e predicatore all'ospedale di Stoccarda. Nel 1848 fu nominato sovrintendente generale a Ludwigsburg, carica che mantenne fino al suo ritiro nel 1860.
Nel 1853 Gerok fu insignito della Croce di Cavaliere dell'Ordine della Corona di Württemberg. Era il padre di Karl von Gerok.